# OpLePo
L'OpLePo, acronimo di Opificio di Letteratura Potenziale, è un'unione di scrittori e studiosi di varie discipline, ispirata all'OuLiPo, che opera principalmente nel campo della sperimentazione linguistica applicata alla prosa e alla poesia italiana. Con l’Oulipo condivide l’uso di restrizioni per la creazione di opere letterarie, la creazione di nuove opere a partire da materiale pre-esistente, e lo spirito giocoso sempre presente in un contesto di laboratorio e sperimentazione.

## La nascita dell'OpLePo
Nel 1985 il docente universitario di lingua e letteratura francese Ruggero Campagnoli pubblica – con Yves Hersant - OULIPO La letteratura potenziale (Creazioni Ri-creazioni Ricreazioni); il libro presenta per la prima volta tradotti in italiano gli sconvolgimenti lessicali, i virtuosismi e gli esperimenti artistici dell’OuLiPo. Nel testo compare per la prima volta la parola “OpLePo”, coniata originariamente da Ruggero Campagnoli come traduzione di OuLiPo e usata da Italo Calvino nell'articolo su "la Repubblica" del 5 marzo 1982 scritto per la morte di Georges Perec (3 marzo).
Il gruppo OpLePo nasce quindi ufficialmente a Capri nel novembre 1990 con gli stessi intenti dell’omologo e più anziano gruppo francese OuLiPo; sono fondatori storici: Raffaele Aragona, Ruggero Campagnoli e Domenico D'Oria.

## Le attività dell’OpLePo
Dal 1990 l’OpLePo ha mantenuto costanti attività di pubblicazione delle proprie produzioni letterarie (quaderni e plaquettes) e di partecipazione a letture e manifestazioni letterarie anche in àmbito accademico.
Inoltre, l’OpLePo collabora con l’OuLiPo attraverso pubblicazioni congiunte ed eventi culturali e di ricerca.

## Oplepiani
I membri dell'OpLePo sono: Domenico D'Oria (1990), Raffaele Aragona (1990), Ruggero Campagnoli (1990), Giuseppe Radicchio (1990), Marco Maiocchi (1991), Aldo Spinelli (1991),Giuseppe Varaldo (1992), Piero Falchetta (1993), Elena Addòmine (1994), Sal Kierkia (1996), Paolo Albani (1996), Brunella Eruli (1997), Alessandra Berardi (1997), Maria Sebregondi (1997), Màrius Serra (1998), Edoardo Sanguineti (1998), Ermanno Cavazzoni (1998), Luca Chiti (1999), Piergiorgio Odifreddi (2000), Giorgio Weiss (2000), Giulio Bizzarri (2001), Anna Regina Busetto Vicari (2006), Furio Honsell (2006), Lorenzo Enriques (2006), Daniela Fabrizi (2008), Robert Viscusi (2011), Paolo Pergola (2012), Laura Brignoli (2013), Astrid Poier-Bernhard (2013), Eliana Vicari (2013), Jean Talon Sampieri (2013), Cesare Ciasullo (2014), Valerio Magrelli (2015), Francesco Durante (2016), Jacopo Narros (2018), Stefano Tonietto (2019), Camille Bloomfield (2020), Matteo Pelliti (2021), Joshua Bàbic (2023), Sandro Montalto (2025).

## Pubblicazioni dell'Oplepo

### Plaquettes
1. Ruggero Campagnoli, Edulcoranti, con cento tempere, Coloranti, di Giuseppe Radicchio (1990, 1)
2. Aldo Spinelli, L’uso delle istruzioni. Rigrafia (1991, 2)
3. Giuseppe Varaldo, Canto tenero. Mitografemi (1992, 3)
4. Ruggero Campagnoli, Deliri edipici. Sonetti palindromici (1992, 4)
5. Piero Falchetta, Frammenti in vita. Combinazioni monorime con com- mento (1993, 5)
6. Ruggero Campagnoli, Vocalizzi Zulu. Sonetti monovocalici latenti, con 5 serigrafie, Proiezioni e vocali in ombra, di Giuseppe Radicchio (1994, 6)
7. Elena Addòmine, Forme For me. Traduzioni omografiche (1994, 7)
8. Raffaele Aragona, La viola del bardo. Piccolo Omonimario Illustrato (1994, 8)
9. Aldo Spinelli, Le ripartite. Rimbalzo statistico (1994, 9)
10. Ruggero Campagnoli, Sestine per modo di dire. Testi locuzionali se- miautomatici (1994, 10)
11. Sal Kierkia (a cura di), L’isola teletrasportata.  Anagrafie (1996, 11)
12. Paolo Albani, Geometriche visioni. L’alfabeto raffigurato (1996, 12)
13. Paolo Albani, Rose osé. Lettere rubate (1998, 13)
14. Màrius Serra i Roig, Turandot espuri. Solfeix (1998, 14)
15. Luca Chiti, L’infinito futuro. Sillabe in crescenza (1999, 15)
16. Oplepo, Giallo di Anghiari. Misteri obbligati (1999, 16)
17. Oplepo, Esercizi di stime. Acronimi elogiativi (2000, 17)
18. Luca Chiti, Il centunesimo canto. Philologica dantesca (2001, 18)
19. Paolo Albani, Fantasmagorie. Parole in bianco (2001, 19)
20. Giulio Bizzarri, Art caveau. L’invisibile pittura (2001, 20)
21. Ermanno Cavazzoni, Morti fortunati. Slittamento proverbiale (2001, 21)
22. Oplepo, Il doppio. Due per uno (2004, 22)
23. Piergiorgio Odifreddi, Riflessi in uno zaffiro orientale. Diari minimi di viaggi effimeri (2005, 23)
24. Sal Kierkia, Preludi. Tempo obbligato (2005, 24)
25. Oplepo, A Italo Calvino (2005, 25)
26. Oplepo, Chimere. Esercizi finzionari (2006, 26)
27. Maria Sebregondi, Centomila miliardi di chimere. Combinatoria per una traduzione (2007, 27)
28. Oplepo, Sirene. Fascinazioni (2008, 28)
29. Oplepo, Le leggi della tavola. Regole per tutti i gusti (2009, 29)
30. Edoardo Sanguineti, Capriccio oplepiano. Pretesti (2010, 30)
31. Oplepo, A Edoardo Sanguineti (2010, 31)
32. Oplepo, Le confessioni di italiano. Peccati di lingua (2011, 32)
33. Paolo Pergola, Lessico famigliare. Operazioni alla lettera (2012, 33)
34. Oplepo, A Georges Perec (2012, 34)
35. Oplepo, Je me souviens. Per Brunella Eruli (2012, 35)
36. Giuseppe Varaldo, I costretti sposi. 50 regole, 50 ottave (2014, 36)
37. Cesare Ciasullo & Giuseppe Varaldo, Eclisse. Recensioni preventive (2014, 37)
38. Paolo Pergola, Aurelio e lo scrivano, Tentativo di esaurimento (2015, 38)
39. Oplepo, Doppio epilogo per Andrea. Venticinque per trentatré (2015, 39)
40. Oplepo, Venticinque anni d’Oplepo. In venticinque per Oplepo (2015, 40)
41. Oplepo, Passar la lunga sera sulla terra. (2016, 41)
42. Jacopo Narros, Il barbiere notturno. Lottomatica combinatoria (2018, 42)
43. Stefano Tonietto, Poeti scomparsi. Liposillabismo metrico (2019, 43)
44. Oplepo, Domenico D’Oria. On se souvient de toi (2020, 44)
45. Oplepo, perdurante (2020, 45)
46. Giuseppe Varaldo, Est modus in rebus(2021, 46)
47. Matteo Pelliti, Cartoline di città (2021, 47)
48. Stefano Tonietto, Il Divino Intreccio (2021, 48)
49. Oplepo, Ridondante (2021, 49)
50. Oplepo, Ciarle per Charles (2021, 50)
51. Oplepo, Gustave Alexandre Eiffel (2023, 51)
52. Joshua Bàbic, Il cuboide (2023, 52)
53. Giuseppe Varaldo, In diebus illis (2024, 53)
54. Oplepo, Coccodrilli di sé (2024, 54)

I primi 24 fascicolo sono riuniti in "La Biblioteca Oplepiana, Zanichelli, Bologna, 2005)
I successivi fascicoli, dal n. 25 al n.36 sono riuniti in "La Biblioteca Oplepiana" **, in riga, edizioni, Bologna, 2022)
I successivi fascicoli dal n. 37 al n. 45 sono riuniti in "La Biblioteca Oplepiana" *** in riga edizioni, Bologna, 2022)

### Quaderni
1.     Luigi Malerba, I neologissimi (2013, 1)
2.     Oplepo, Georges Perec, trent’anni dopo (2014, 2)
3.     Roberto Morraglia, L’infinito infinito (2015, 3)
4.     Oplepo, Attenti al potenziale! (2015, 4)
5.     Valerio Magrelli, Dal testo “à contrainte” al testo “à contraindre: la ninnananna come atto linguistico (2015, 5)
6.     Maria Sebregondi, Stampelle (2016, 6)
7.     Paolo Albani, Variazioni sul canone. La poesia come oggetto visivo, anche (2017, 7)
8.     Giuseppe Varaldo, Parole e numeri. (2018, 8)
9.     Oplepo, Botanica fantastica (Creazioni e Ricreazioni), (2018, 9)
10.  Oplepo, Zoologia fantastica (2020, 10)
11.  Astrid Poier-Bernhard, Oooh, Oplepo! (2020, 11)
12. Paolo Albani, Foglietti di bordo (2021 (12)
13. Luca Chiti , Canti di Castellaccio (2022, 13)
14. Giuseppe Varaldo, Paesi miei (2023, 14)

## Riconoscimenti e premi
- Premio Gradara Ludens, assegnato all’OpLePo il 18 Settembre 1999

## Riferimenti bibliografici e multimediali
- Albani, Paolo (a cura di), Le cerniere del colonnello. Antologia degli scritti dell’Istituto di Protesi Letteraria (Ponte alle Grazie, Firenze, 1991).
- Aragona, Raffaele (a cura di), Capri à contrainte (La Conchiglia, Capri, 2000).
- Aragona, Raffaele, Oplepiana. Dizionario di Letteratura Potenziale (Zanichelli, Bologna, 2002).
- Aragona, Raffaele (a cura di), La regola è questa (Edizioni Scientifiche Italiane, Napoli, 2002).
- Aragona, Raffaele (a cura di), Napoli potenziale (Dante&Descartes, Napoli, 2007).
- Aragona, Raffaele (a cura di), Italo Calvino. Percorsi potenziali (Manni, San Cesario di Lecce, 2008; ried. in riga, Bologna, 2023)).
- Aragona, Raffaele (a cura di), L'invenzione e la regola (Edizioni Scientifiche Italiane, Napoli, 2012).
- Aragona, Raffaele, Sapori della mente, Dizionario di Gastronomia Potenziale (Edizioni in riga, Bologna, 2019).
- Bufala Cosmica (Marco Ardmagni, Alessandra Berardi, Gianni Micheloni, Antonio Pezzinga), Rime tempestose (Sperling & Kupfer Editori, Milano, 1992).
- Campagnoli, Ruggero & Hersant, Yves (a cura di), Oulipo, La letteratura potenziale. Creazioni Ricreazioni Ri-creazioni (Clueb, Bologna, 1985).
- Campagnoli, Ruggero (a cura di), Oulipiana (Guida Editori, Napoli, 1995).
- Eruli, Brunella, Attenzione al potenziale! Il gioco della letteratura (Nardi Editore, Firenze, 1994).
- Oplepo & altri, Quando Lucia sposò il Barone Rampante (Siké, Leonforte, 2018).
- Oplepo, La Biblioteca Oplepiana (Zanichelli, Bologna, 2005).
- Poier-Bernhard, Astrid, Texte nach Bauplan. Studien zur zeitgenössichen ludisch-methodischen Literatur in Frankreisch und Italien (Universitätsverlag Winter, Heidelberg, 2012).
- Poier-Bernhard, Astrid, Viel SpaB mit Haas! Spiel-Regel-Literatur (Sonderzahl, Wien, 2003).
- Ricci, Sara, Letteratura potenziale & oltre (Edizioni Collage de ‘Pataphysique, Bergamo, 2018).
- Sebregondi, Maria, Etimologiario (Longanesi, Milano, 1992 – Greco&Greco, Milano, 2003 – Quodlibet, Macerata, 2015).
- Serra, Màrius, Verbalia (Editoral Península, Barcelona, 2001).
- Teano-Oplepo (a cura di), L’Artusi S+7 (Edizioni Millelire, Roma, 1995).
- Varaldo, Giuseppe, All'alba Shahrazad andrà ammazzata (Vallardi Editore, Milano, 1993).
- Teano-Oplepo (a cura di), Il Concerto di Vejo. Musica antonimica (CD, Fonit Cetra, 1993)
- Piergiorgio Odifreddi racconta OpLePo: l'opificio di letteratura potenziale di Italo Calvino, da Tre colori di Rai Radio 3, in onda il 22/07/2011